# Eleição municipal de São Gonçalo em 2004
A eleição municipal de São Gonçalo, município do Rio de Janeiro, em 2004, ocorreram no dia 3 de outubro (1° turno) e 28 de outubro (2° turno) e elegeram 1 (um) prefeito, mais o vice de seu partido ou coligação e 21 vereadores para a Câmara Municipal de São Gonçalo. O prefeito e o vice-prefeito eleitos assumiram os cargos no dia 1 de janeiro de 2005 com término no dia 31 de dezembro de 2009. 
Com 51,95% dos votos válidos, a professora e deputada estadual Aparecida Panisset, do Partido da Frente Liberal, foi eleita, derrotando no primeiro turno. A também deputada Graça Matos, do PMDB, que obteve 37,24% dos votos válidos, e o então prefeito, Dr. Henry Charles (PTB) que obteve 6,29% dos votos.

## Candidatos a prefeito
|  | Nº | Candidato(a) a prefeito | Candidato(a) a prefeito                            | Candidato(a) a vice-prefeito | Candidato(a) a vice-prefeito                                  | Coligação |
|  | -- | ----------------------- | -------------------------------------------------- | ---------------------------- | ------------------------------------------------------------- | --- |
|  | 12 |                         | José Maurício (PDT) José Maurício Linhares Barreto |                              | Henrique Porto (PDT) Henrique Sérgio Porto Marins             | Sem coligação - Partido Democrático Trabalhista (PDT) |
|  | 14 |                         | Henry Charles (PTB) Henry Charles Armon Calvert    |                              | Domício Mascarenhas (PT) Domício Mascarenhas de Andrade       | Avança São Gonçalo! - Partido Trabalhista Brasileiro (PTB) - Partido dos Trabalhadores (PT) - Partido Progressista (PP) - Partido Liberal (PL) - Partido Popular Socialista (PPS) - Partido Humanista da Solidariedade (PHS) - Partido Comunista do Brasil (PCdoB) - Partido Trabalhista do Brasil (PTdoB) |
|  | 15 |                         | Graça Matos (PMDB) Maria das Graças Tuze Matos     |                              | Alice Tamborindeguy (PSDB) Alice Maria Saldanha Tamborindeguy | Por Amor a São Gonçalo - Partido do Movimento Democrático Brasileiro (PMDB) - Partido da Social Democracia Brasileira (PSDB) - Partido Social Liberal (PSL) - Partido Trabalhista Nacional (PTN) - Partido Social Cristão (PSC) - Partido dos Aposentados da Nação (PAN) - Partido da Mobilização Nacional (PMN) - Partido Trabalhista Cristão (PTC) - Partido Socialista Brasileiro (PSB) - Partido Verde (PV) - Partido Republicano Progressista (PRP) - Partido de Reedificação da Ordem Nacional (PRONA) |
|  | 16 |                         | Dayse Oliveira (PSTU) Dayse Oliveira Gomes         |                              | Helena Alegre (PSTU) Helena Alegre da Silva                   | Sem coligação - Partido Socialista dos Trabalhadores Unificado (PSTU) |
|  | 21 |                         | Jessy Costa (PCB) Jessy da Costa                   |                              | Mauro Cavalcanti (PCB) Mauro Cavalcanti                       | Sem coligação - Partido Comunista Brasileiro (PCB) |
|  | 25 |                         | Aparecida Panisset (PFL) Maria Aparecida Panisset  |                              | Leônidas Pereira (PSDC) Leônidas Pereira                      | Reconstruindo São Gonçalo - Partido da Frente Liberal (PFL) - Partido da Social Democrata Cristão (PSDC) - Partido Renovador Trabalhista Brasileiro (PRTB) |

## Coligações Proporcionais para Vereador
- Progressista Humanista (PP/PHS)
- Trabalho e Cidadania (PT/PTdoB)
- Ordem e Progresso (PTB/PCdoB)
- PMDB e PMN - Por Amor à São Gonçalo (PMDB/PMN)
- Reconstruindo São Gonçalo (PFL/PSDC)
- PSC e PSL - Por Amor à São Gonçalo (PSC/PSL)
- Orgulho de Ser Gonçalense (PRP/PTN)
- PAN e PTC - Por Amor à São Gonçalo (PAN/PTC)
- PV e PSB - Por Amor à São Gonçalo (PV/PSB)

Sem coligação: PDT, PSTU, PCB, PL, PPS, PRTB, PSDB e PRONA

## Pesquisas eleitorais
| Instituto de pesquisa | Panisset (PFL) | Graça (PMDB) | Charles (PTB) | Jessy (PCB) | Dayse (PSTU) | Maurício (PDT) | Não sabe | Nenhum |
| --------------------- | -------------- | ------------ | ------------- | ----------- | ------------ | -------------- | -------- | ------ |
| IBOPE (11/08/2004)    | 17%            | 48%          | 3%            | 1%          | 1%           | 0%             | 12%      | 18%    |
| IBOPE (06/09/2004)    | 23%            | 44%          | 5%            | 1%          | 1%           | 0%             | 12%      | 14%    |
| IBOPE (28/09/2004)    | 39%            | 39%          | 4%            | 1%          | 1%           | 1%             | 7%       | 8%     |

## Resultados
| 1º Turno 3 de outubro de 2004 | 1º Turno 3 de outubro de 2004 | 1º Turno 3 de outubro de 2004 | 1º Turno 3 de outubro de 2004 |
| Candidato(a)                  | Vice                          | Votação                       | Votação                       |
| Candidato(a)                  | Vice                          | Total                         | Porcentagem                   |
| ----------------------------- | ----------------------------- | ----------------------------- | ----------------------------- |
| Aparecida Panisset (PFL)      | Leônidas Pereira (PSDC)       | 240.945                       | 51,95%                        |
| Graça Matos (PMDB)            | Alice Tamborindeguy (PSDB)    | 172.752                       | 37,25%                        |
| Dr. Henry Charles (PTB)       | Domício Mascarenhas (PT)      | 29.206                        | 6,30%                         |
| José Maurício (PDT)           | Henrique Porto (PDT)          | 9.948                         | 2,14%                         |
| Dayse Oliveira (PSTU)         | Helena Alegre (PSTU)          | 6.723                         | 1,45%                         |
| Jessy Costa (PCB)             | Mauro Cavalcanti (PCB)        | 4.224                         | 0,91%                         |
| Total de votos válidos        | Total de votos válidos        | 463.798                       | 100,00%                       |
| Votos apurados                |                               |                               |                               |
| Votos válidos                 | Votos válidos                 | 463.798                       | 90,06%                        |
| Votos em branco               | Votos em branco               | 15.602                        | 3,03%                         |
| Votos nulos                   | Votos nulos                   | 35.610                        | 6,91%                         |
| Total de votos apurados       | Total de votos apurados       | 515.010                       | 100,00%                       |
| Eleitores                     |                               |                               |                               |
| Comparecimento                | Comparecimento                | 515.010                       | 86,90%                        |
| Abstenções                    | Abstenções                    | 77,600                        | 13,10%                        |
| Total de eleitores            | Total de eleitores            | 592.610                       | 100,00%                       |